# Шовковична вулиця (Київ)
Шовкови́чна ву́лиця — вулиця в Печерському районі міста Києва, місцевість Липки. Простягається від вулиці Михайла Грушевського до вулиць Мечникова і Басейної.
Прилучаються вулиці Інститутська, Липський провулок, вулиці Пилипа Орлика, Лютеранська, Академіка Богомольця, провулок Івана Козловського і вулиця Дарвіна.
До середини 1970-х років до Шовковичної вулиці прилучалася також вулиця Кропивницького (скорочена у зв'язку зі знесенням старої забудови на Шовковичній вулиці).

## Історія
Вулиця відома з кінця XVIII століття як Аптекарська — тут, на розі з Олександрівською вулицею (сучасна вулиця Грушевського), розташовувалася одна з перших київських аптек. Повністю вулицю прокладено у 1830-х роках, під час заселення району Липки. Назва Шовковична вперше згадується у 1834 році, походить від шовковичного саду, територією якого прокладена вулиця (сад ліквідовано у 1835 році). Тоді ж існувала паралельна назва вулиці — Левашовська, на честь київського генерал-губернатора у 1834—1837 роках графа Василя Левашова, який реалізував планування Липок. У 1869 році назву Левашовська було офіційно затверджено.
З 1919 року — вулиця Лібкнехта або вулиця Карла Лібкнехта, на честь діяча німецького і міжнародного комуністичного руху Карла Лібкнехта (останню назву підтверджено 1944 року). Під час німецької окупації у 1941—1943 роках вулиця мала назву Горст Вессельштрассе (нім. Horst Wessel Str.), на честь Горста Весселя.
У 1993 році вулиці повернуто історичну назву — Шовковична.

## Особистості
У будинку № 8-10 у різні роки мешкали радянський державний діяч Дмитро Мануїльський, письменники Ванда Василевська, Олександр Корнійчук, кінорежисер Олександр Довженко, композитор Пилип Козицький, художник Олександр Пащенко.

## Установи та заклади
- Комітет з питань аграрної політики та земельних відносин, Комітет з питань правової політики (буд. № 2).
- Новий театр на Печерську (буд. № 3).
- Комітет з питань екологічної політики, природокористування та ліквідації наслідків Чорнобильської катастрофи (буд. № 4).
- Театр пластичної драми на Печерську (буд. № 7-А).
- Інститут соціології НАН України (буд. № 12).
- Дитяча картинна галерея (буд. № 17).
- Кловський ліцей № 77 (буд. № 25).
- офісно-діловий центр «Horizon Office Towers» (№ 42-44, споруджений у 1995—1999 роках).
- Бібліотека № 11 (46/48)
- Музей історії сиру (буд. №  50а).[7]

## Пам'ятки історії та архітектури
- № 4 — колишній особняк А. Григор'єва (1875; добудовано і перебудовано)
- № 9 — колишній особняк Гессе (1880-ті)
- № 10 — колишній житловий будинок працівників Ради народних комісарів УРСР (1935)
- № 11 — колишній особняк Ісаєвича (1884; перебудований у 1939)
- № 12 — колишній особняк (1900)
- № 14 — колишній особняк Шестакова (1912)
- № 15/1 — колишній особняк Ковалевського (1911–1913)
- № 17/2 — «Шоколадний будиночок», колишній особняк Семена Могилевцева (1899)
- № 19 — прибутковий будинок Ікскюль-Гільденбанда (1900, архітектор М. А. Вишневський).[8]
- № 21 — колишній житловий будинок працівників Ради народних комісарів УРСР (1935)
- № 36/7

Будинки № 3, 5, 7, 30/35, 39/1 (корпуси Свято-Михайлівської лікарні) споруджені в другій половині XIX — першій третині XX століття.

## Забудова на Шовковичній вулиці
У середині XIX ст. забудова вулиці мала садибно-особняковий характер, ця особливість зберігалася майже до середини 30-х років XX ст. Тут містився губернаторський палац Київської, Волинської та Подільської губерній, де мешкали всі генерал-губернатори. У першій половині XIX ст. на вулиці мали садиби головним чином представники аристократичних родин - Одоєвські, Трубецькі та колишньої козацької старшини - Туманські, Санковські, Константиновичі, Сулими. В кінці XIX ст. великі садиби почали продавати, на вулиці стали оселятися київські 1-ї гільдії купці, власники цукрових заводів, члени київських банків. У 10-х рр. XX ст. додалося відразу декілька багатоповерхових прибуткових будинків за номерами 3, 16, 30, 36/7. Власники цих будинків акцентували своє соціальне становите розміщенням на фасадах родових гербів.

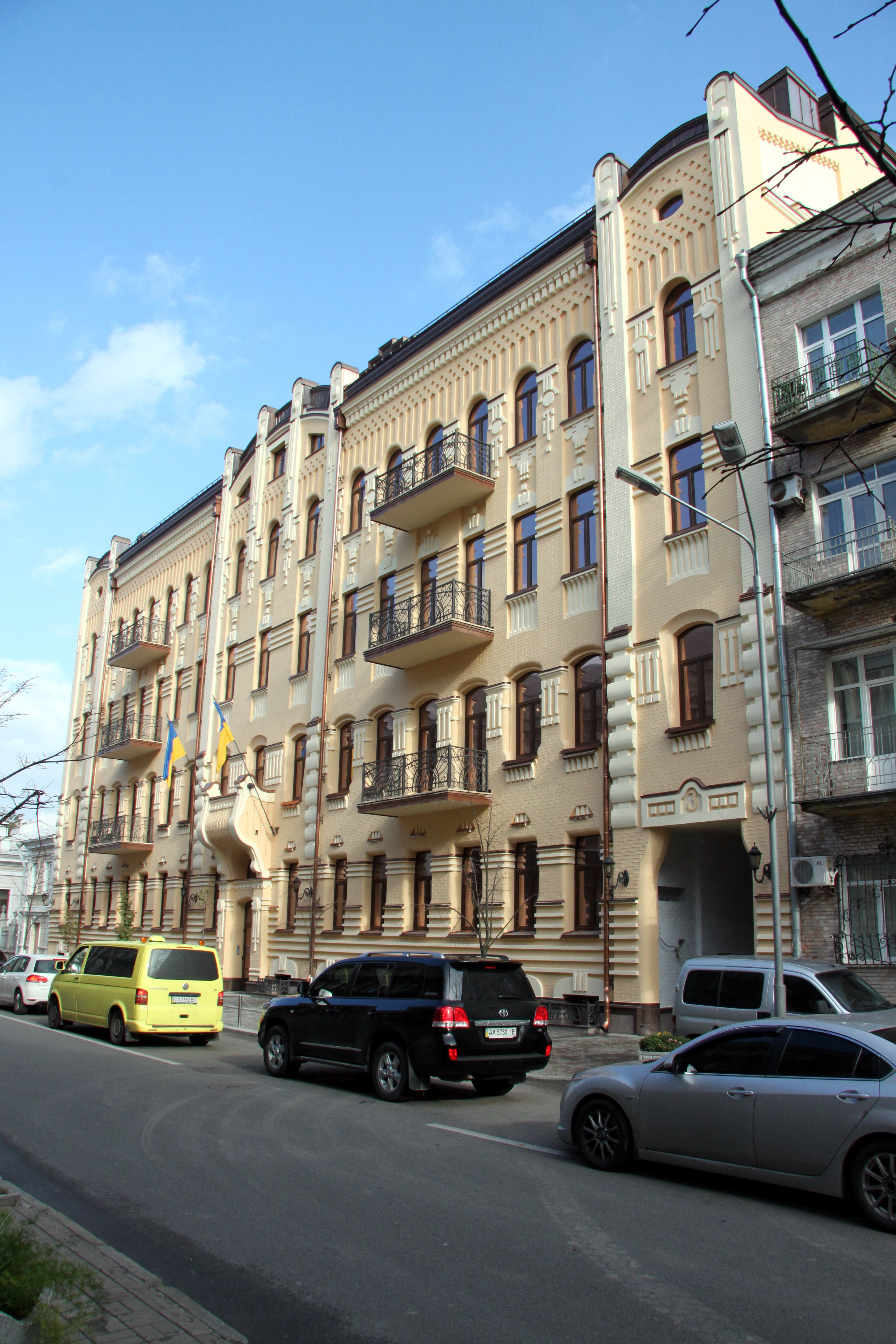
Будинок №3;
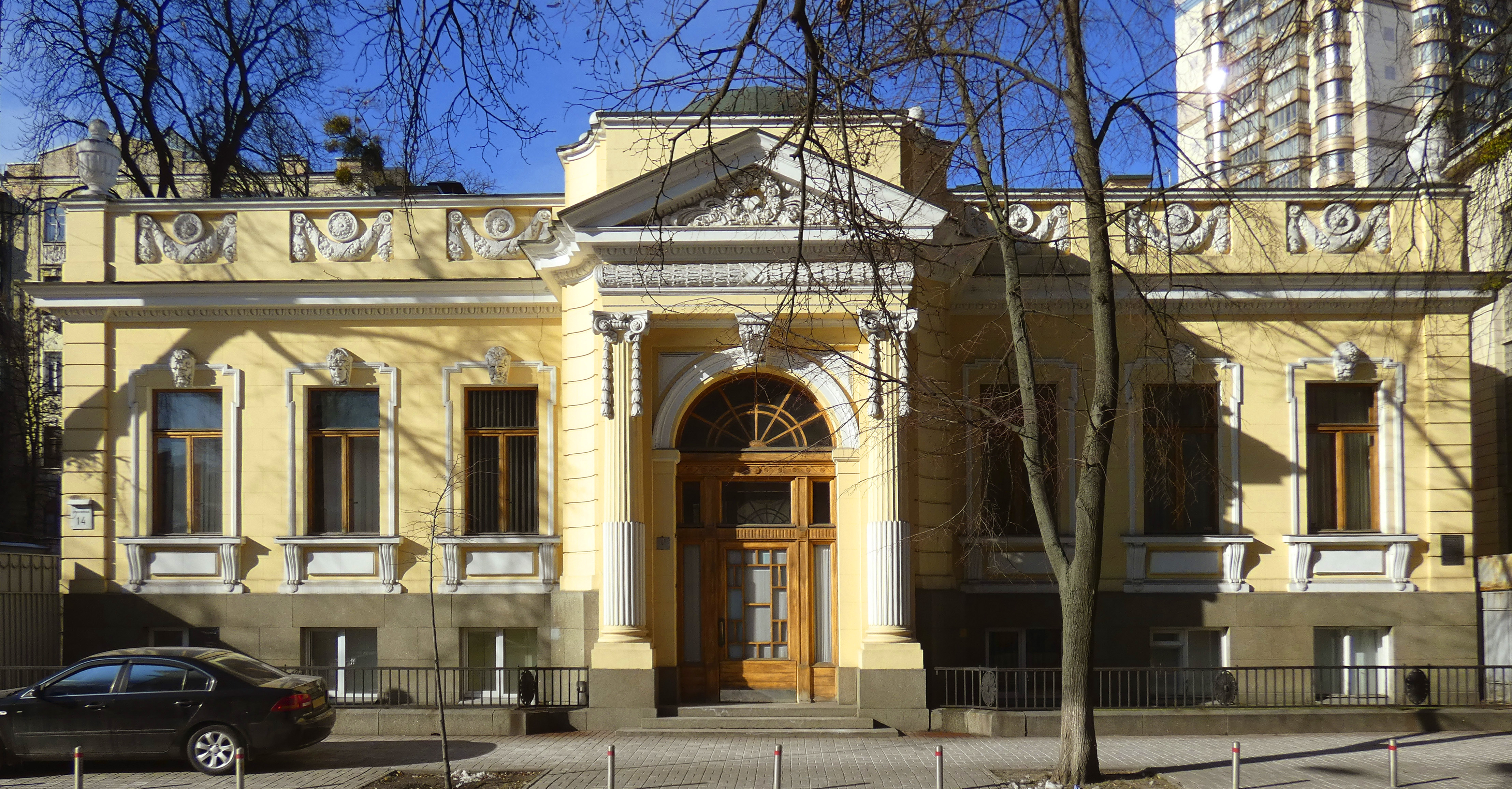
Будинок № 14
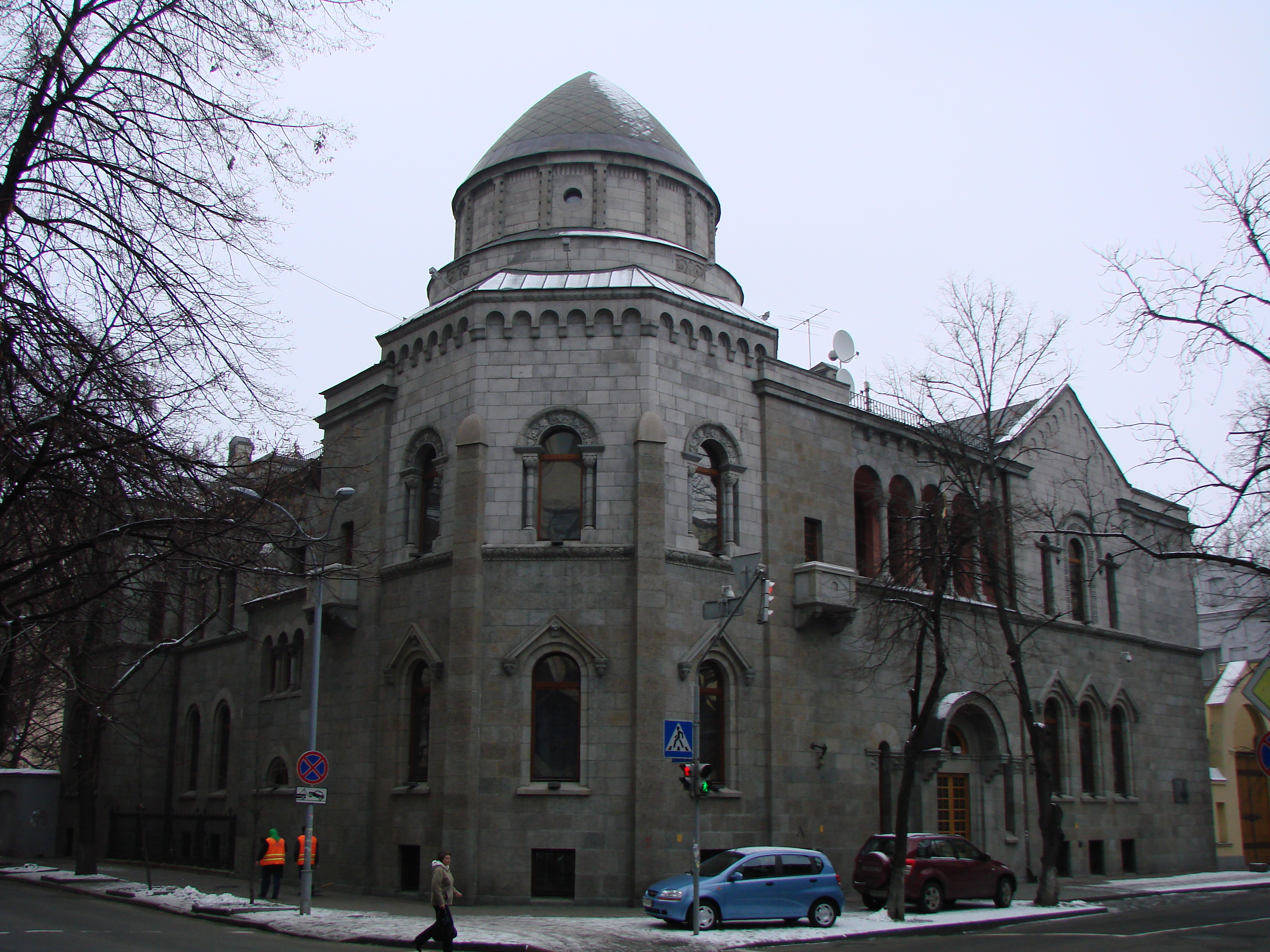
Будинок № 15/1
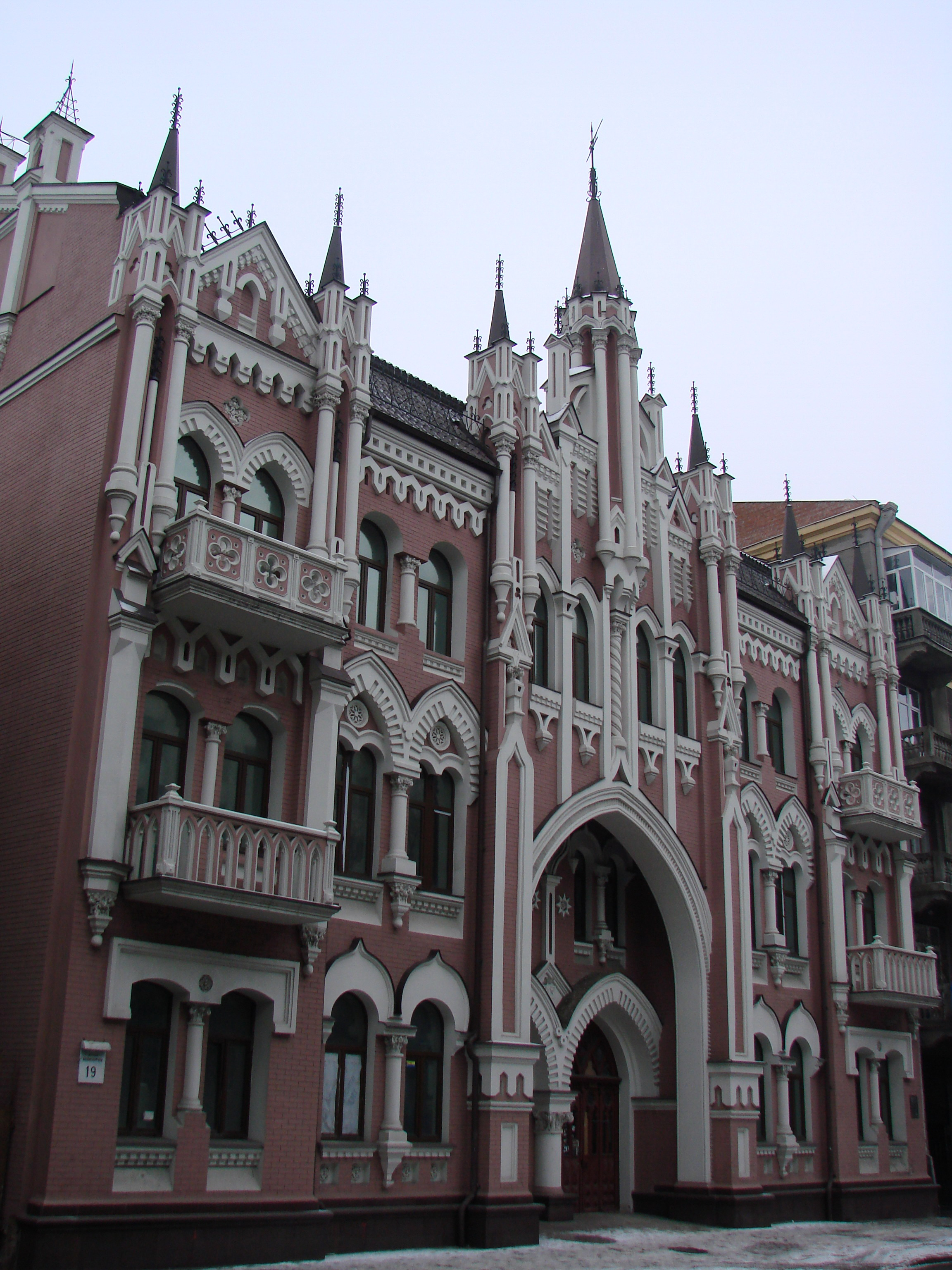
Будинок № 19
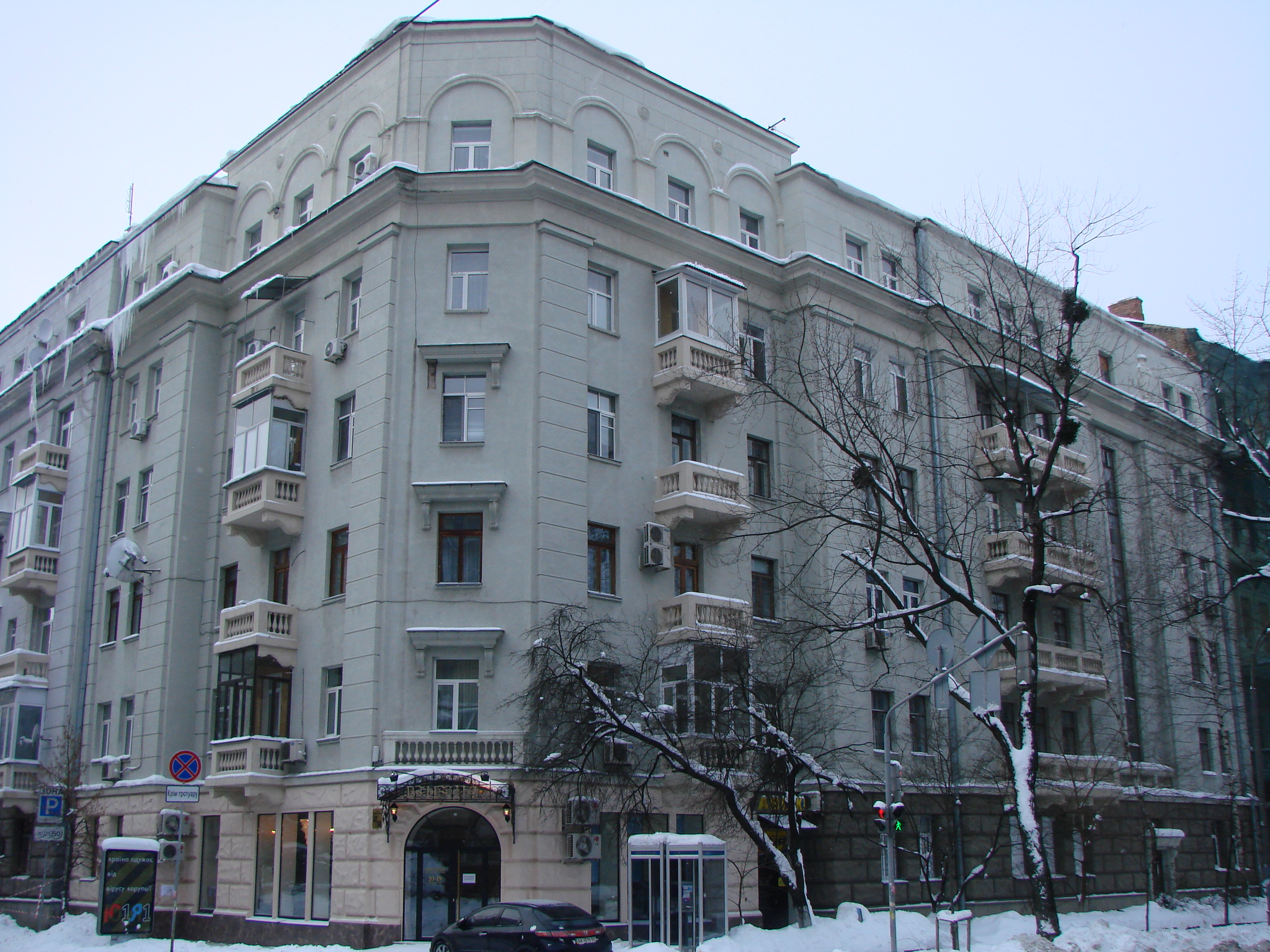
Будинок № 32/34
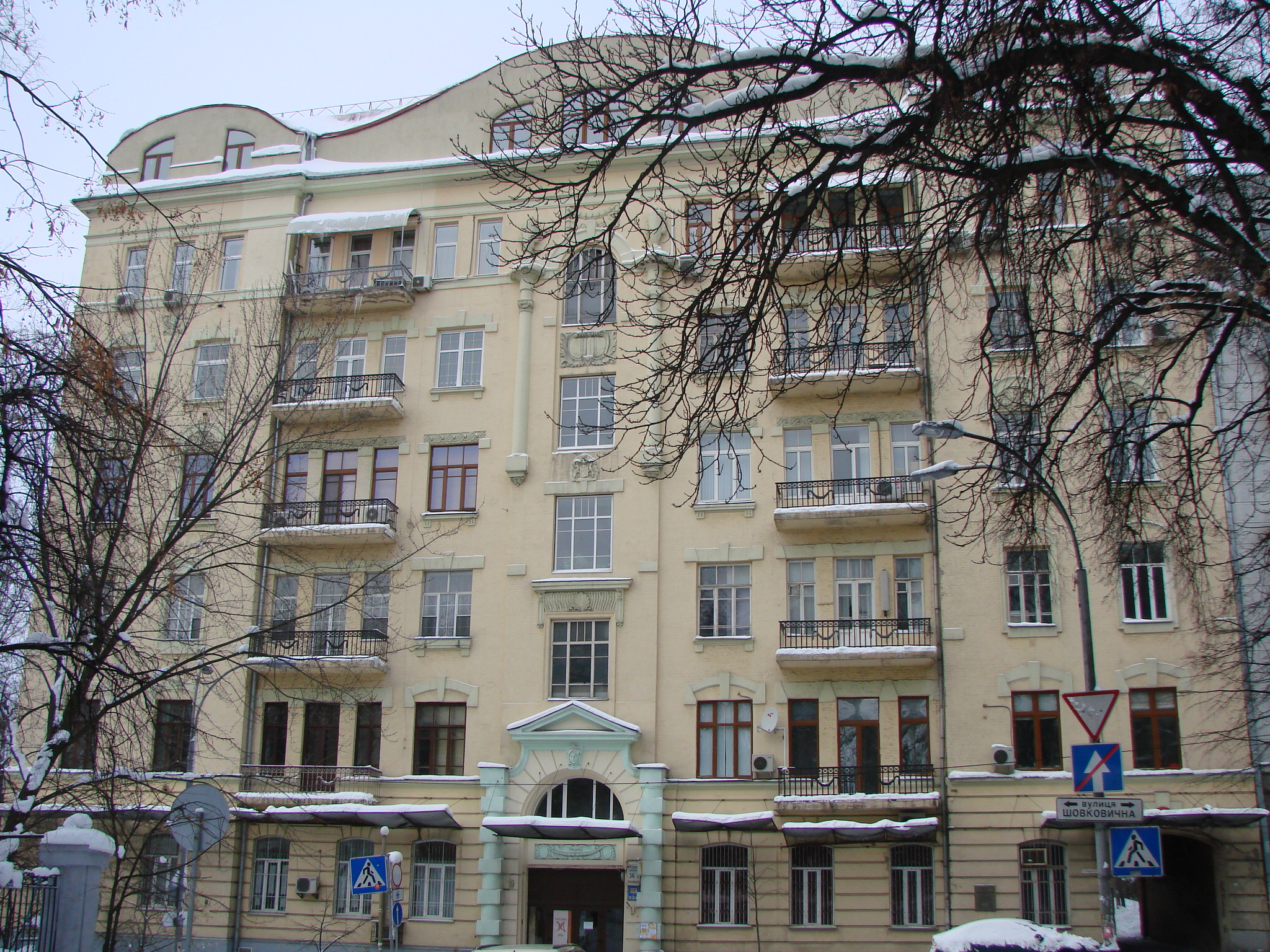
Будинок № 36
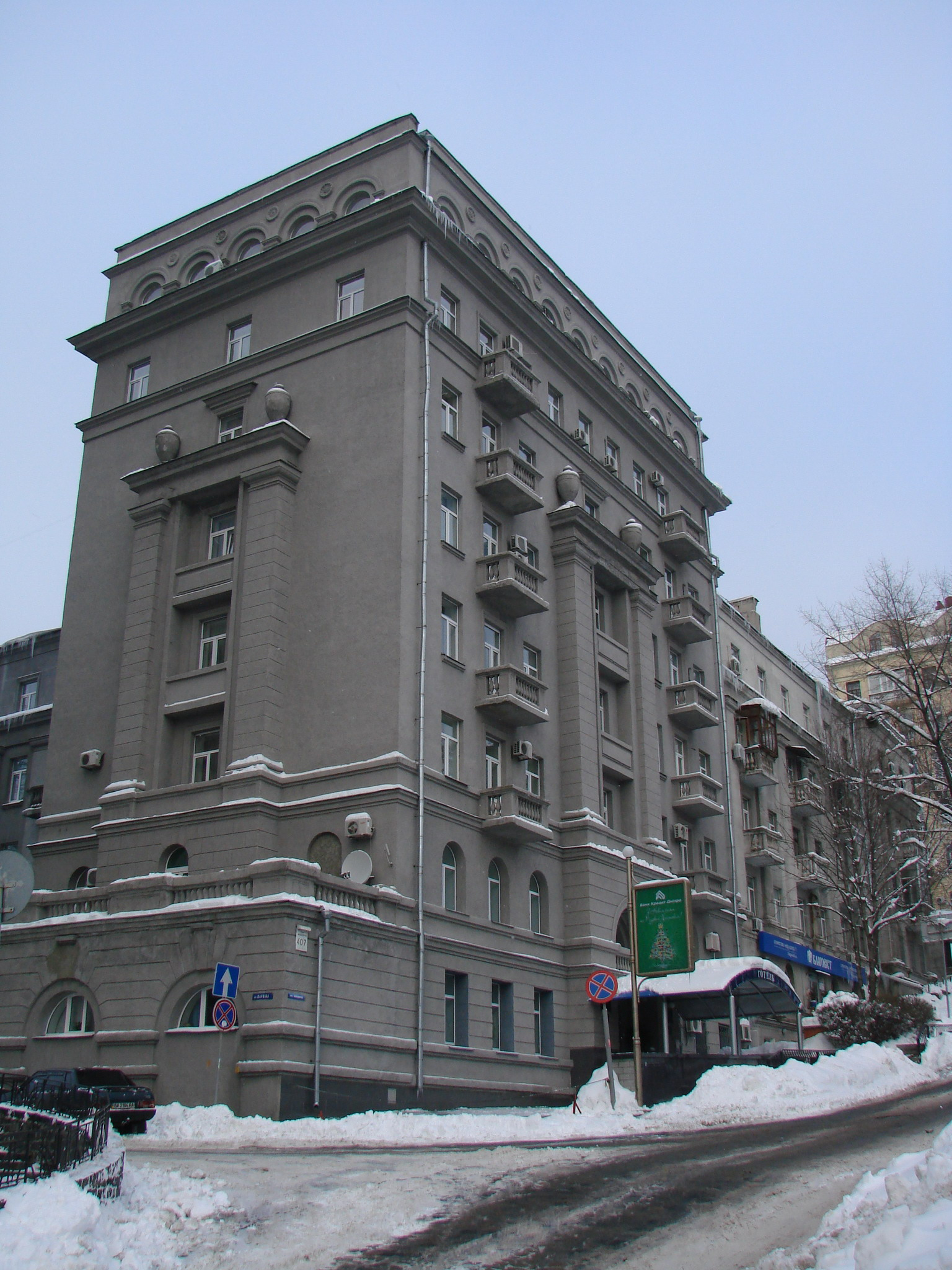
Будинок № 40/7

## Анотаційні дошки

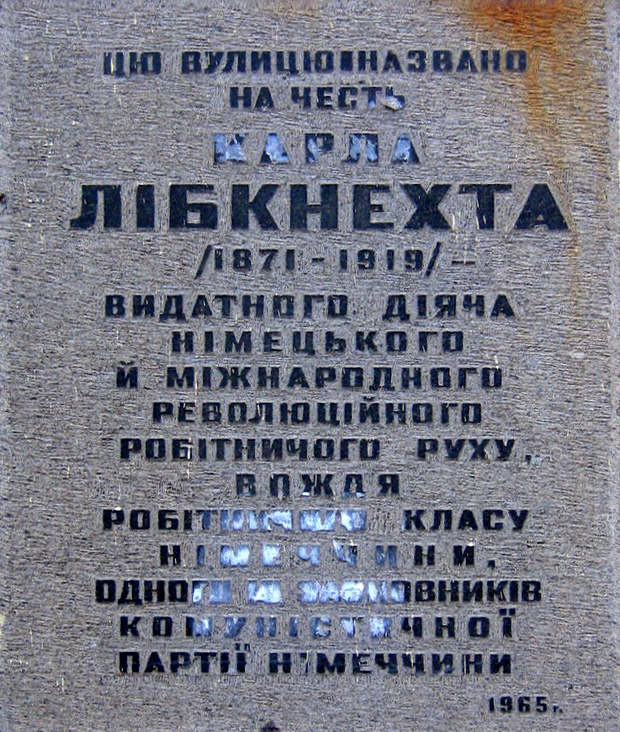
Анотаційна дошка на честь Карла Лібкнехта на будинку № 36/7 (демонтовано 2016 року)
Анотаційна дошка на честь Карла Лібкнехта на будинку № 52/23 (демонтовано 2016 року)